# Manczyce
Manczyce (biał. Манчыцы, Manczycy; ros. Манчицы, Manczicy) – wieś na Białorusi, w obwodzie homelskim, w rejonie lelczyckim, w sielsowiecie Udarnaje, nad Uborcią.

## Historia
W XIX i w początkach XX w. położone były w Rosji, w guberni mińskiej, w powiecie mozyrskim.
Po I wojnie światowej pod administracją polską, w Zarządzie Cywilnym Ziem Wschodnich, w okręgu brzeskim, w powiecie mozyrskim.
W wyniku postanowień traktatu ryskiego znalazły się w granicach Związku Sowieckiego. Od 1991 w niepodległej Białorusi.